# Schattenspiel (álbum)
Schattenspiel é o primeiro álbum de coletânea da banda alemã Unheilig. Foi lançado no dia 13 de março de 2008 e conta com a participação das bandas goJA moon ROCKAH e F.A.Q.
O Álbum foi lançado durante a Puppenspieler Tour, e limitado em 3.333 cópias. 

## Lista de Faixas
As faixas 4, 5, 7, 9, 13 são faixas que não haviam sido lançadas antes.
A faixa 11 é exclusiva deste álbum.
| N.º            | Título                                 | Duração |  |
| 1.             | "Attackah Massakah" (goJA moon ROCKAH) | 3:19    |  |
| 2.             | "Rockah" (goJA moon ROCKAH)            | 3:26    |  |
| 3.             | "Schwarz" (goJA moon ROCKAH)           | 3:22    |  |
| 4.             | "Ten Bells" (F.A.Q)                    | 6:13    |  |
| 5.             | "Leather Apron" (F.A.Q)                | 5:21    |  |
| 6.             | "Schutzengel (Live)" (Unheilig)        | 4:56    |  |
| 7.             | "Kalt" (Unheilig)                      | 5:31    |  |
| 8.             | "Sage ja! (Live)" (Unheilig)           | 4:32    |  |
| 9.             | "Brief an Dich" (Unheilig)             | 4:42    |  |
| 10.            | "Freiheit (Live)" (Unheilig)           | 6:03    |  |
| 11.            | "Leblos" (Unheilig)                    | 3:45    |  |
| 12.            | "Mein Stern (Live)" (Unheilig)         | 6:42    |  |
| 13.            | "Dornröschen" (Unheilig)               | 12:22   |  |
| Duração total: | Duração total:                         | 1:16:14 |  |

## Créditos

### Unheilig
- Der Graf - Vocais/Instrumentação/Composição/Letras
- Christoph "Licky" Termühlen - Guitarra
- Henning Verlage - Teclados/Programação/Produção

### goJA moon ROCKAH
- Herr go - Instrumentação
- Herr JA - Texto/Teclados/Vocais
- Herr Schreck - Baixo

### F.A.Q
- Philip Noirjean - Vocais/Baixo
- Thomas Daverio - Vocais/Teclados
- Pille - Guitarra